# Macroprota eupithecula
Macroprota eupithecula är en fjärilsart som beskrevs av Achille Guenée 1877. Macroprota eupithecula ingår i släktet Macroprota och familjen Thyrididae. Inga underarter finns listade i Catalogue of Life.